# Slag op het Merelveld (1389)
In de Slag op het Merelveld of Slag op het Lijsterveld (Slag van Kosovo) (Servisch: Бој на Косову of Косовска битка, Boj na Kosovu of Kosovska bitka) op 15 juni 1389 leed het Servische leger, gesteund door een samengesteld Balkanalliantie, onder leiding van vorst Lazar een nederlaag tegen het Ottomaanse Rijk onder leiding van sultan Murat I. Onder de Ottomaanse troepen bevonden zich de elitetroepen van de janitsaren.
De slag werd geleverd bij 'Fushë Kosovë' (letterlijk 'Veld van de zwarte vogels') in Zuid-Servië. Nadat beide vorsten gesneuveld waren, leidde prins Bajezid I de Turken naar de overwinning. Met deze overwinning kregen de Turkse Ottomanen toegang tot de Balkan en Centraal-Europa.
Volgens de Servische epische traditie stierf Moerad niet op het slagveld, maar in zijn tent, waar hij vermoord zou zijn met een dolkstoot door de Servische edelman Miloš Obilić. De Turken zouden vervolgens uit wraak de Servische tsaar Lazar op het lijk van hun vermoorde sultan hebben onthoofd.

## Mythe en geschiedenis
Na de dood van Moerad nam zijn opvolger Bayezid I het bevel over. Omdat beide partijen zware verliezen hadden geleden, zagen de Turken af van een verdere opmars. Sultan Bayezid bood de Serven een vergaande autonomie aan. Hij nam Olivera, de jongste dochter van de Servische tsaar, tot bruid, terwijl haar moeder, de weduwe van de Servische tsaar, als regentes voor haar zoon Stefan Lazarević mocht blijven regeren. Wel moesten de Serven troepen leveren om sultan Bayezid te helpen onder meer in de veldslag bij Ankara tegen Timoer Lenk die voor de Turken rampzalig verliep. Na deze veldslag vluchtten de zonen van sultan Bayezid naar Servië.
In tegenstelling tot wat de mythe wil, kwam aan de zelfstandigheid van Servië pas een einde door onderlinge verdeeldheid en een invasie van de Hongaarse koning. De verdeelde Serven hadden geen andere keuze dan hulp in te roepen van de Turken. De Servische aristocratie was uitgemoord en kon niet meer vervangen worden; de menselijke verliezen aan Ottomaanse zijde werden wel gecompenseerd. Servië werd bestuurd na de veldslag door de schatrijke despoot Georges Brankovic. Deze liet een nieuwe Servische hoofdstad bouwen aan de Donau, in Noord-Servië: Smederevo. Pas in 1459, na de Val van Constantinopel 80 jaar later, werd Servië volledig door het "Ottomaanse rijk" veroverd. 
Tot 1521 kon Servië nog een zekere mate van zelfbestuur in stand houden, onder direct Ottomaans bestuur. De Ottomaanse annexatie na de Slag op het Merelveld verliep dus in fasen.

## Rol in de moderne geschiedenis
De moord op aartshertog Franz Ferdinand door de Servische nationalist Gavrilo Princip op de verjaardag van de slag op het Merelveld in 1914 vormde de directe aanleiding tot de Eerste Wereldoorlog. Het feit dat de kroonprins, die door de Bosnische Serven als vertegenwoordiger van een bezetter werd gezien, nou juist op de verjaardag van de slag op het Merelveld Sarajevo wilde bezoeken, werd gezien als een regelrechte provocatie. In de ogen van nationalistisch-Servische bewegingen als de Zwarte Hand, moest dit met een daad beantwoord worden. Evenals de Serven in 1389 die zich tegen de Turkse overmacht doodvochten, werd de moord op de kroonprins gezien als een verzetsdaad tegen een oppermachtige vijand.
De veldslag werkt door in Balkanconflicten van de huidige tijd, met name in dat rond Kosovo. De mythevorming rond deze slag speelde hier een grote rol: de dappere en christelijke Serven onder leiding van een wijze koning en met helden zoals Miloš Obilič in hun gelederen hebben deze slag weliswaar verloren, maar toch zien de Serven de veldslag als een overwinning. In de Servische visie hebben ze door hun onbaatzuchtige inzet op het Merelveld de Turkse opmars naar West-Europa tot staan gebracht. In de Servische geschiedenis is er geen veldslag gelijk aan de Slag op het Merelveld. Prins Lazar is heilig verklaard door de Servisch-orthodoxe kerk.

## Nationale rouwdagVidovdan
De slag van Kosovo Polje werd bezongen in talloze epische treur- en heldenzangen en 28 juni werd sindsdien de nationale rouwdag, de Vidovdan. Iedere lente bloeien op de met bloed gedrenkte grond van het slagveld rode pioenrozen op: volgens een legende ontspruiten ze uit het bloed van de Servische helden. De mythe van het Merelveld speelde een grote rol bij de ontwikkeling van het Servische nationalisme. 